# Chiesa di Gesù Maria Giuseppe
La Chiesa di Gesù Maria Giuseppe è una parrocchiale di Milano, in città metropolitana e arcidiocesi di Milano.

## Storia
La chiesa viene progettata da Enrico Villa nel 1953 e viene dedicata a Gesù e ai suoi genitori per volontà dell'arcivescovo Schuster: viene aperta provvisoriamente al culto nel 1954 e infine completata e consacrata da Giovanni Battista Montini nel 1959.
Nel 1979 viene ristrutturato il presbiterio per adattarlo alle disposizioni del Concilio Vaticano II.

## Architettura
La chiesa, orientata a sud e di vaste proporzioni, presenta un impianto basilicale con due portici laterali ad archi, tipici dello stile ambrosiano. La facciata principale, interamente intonacata, ha un minimo aggetto dovuto a una serie di archi giganti con semplici monofore. L'unico elemento decorativo evidente è il portale dell'ingresso principale, con un bassorilievo della Trinità.
La chiesa ha tre navate con un ampio transetto, come evidenziato dalla facciata a salienti. Le pareti interne sono intonacate, tranne i pilastri in pietra e le decorazioni a mosaico del catino absidale e delle cappelle laterali. La facciata presenta una serie di finte archiature giganti, riprese all'interno.
Il campanile, situato sul lato sinistro della chiesa, è separato ma collegato da una passerella: di pianta quadrangolare, ha in sommità una cella campanaria con trifore e una lunga cuspide metallica.
La chiesa è costruita in cemento armato e laterizio, con pavimenti in lastre di pietra. L'altare del transetto sinistro ospita una statua della Vergine, opera di Enrico Manfrini.